# دنیل کیسی (فیلم‌نامه‌نویس)
دانیل کیسی (به زبان انگلیسی: Daniel Casey) متولد ۱۵ نوامبر، ۱۹۸۱ با اصالت آمریکایی و حرفه اصلی در سینما به عنوان فیلمنامه‌نویس و همچنین عنوان بهترین نویسنده شناخته شده در سال ۲۰۱۸ برای فیلمنامه کین (فیلم ۲۰۱۸) و آخرین قسمت در مجموعه فیلمهای سریع وخشمگین یعنی فیلم سریع و خشمگین ۹ (فیلم ۲۰۲۰) را دارد.

## زندگی شخصی
کیسی در حال حاضر در لس آنجلس، کالیفرنیا اقامت دارد.

## فیلمشناسی به عنوان نویسنده
گذرگاه (فیلم ۲۰۰۳)
اسرار فنولی (۲۰۰۳)
مرگ مایکل اسمیت (۲۰۰۶)
ساعت مرد مرده (۲۰۰۸)
کین (فیلم ۲۰۱۸)
سریع و خشمگین ۹ (۲۰۲۰)